# Gaurax obscuripila
Gaurax obscuripila är en tvåvingeart som beskrevs av Oswald Duda 1934. Gaurax obscuripila ingår i släktet Gaurax och familjen fritflugor. Inga underarter finns listade i Catalogue of Life.